# Ulița
Ulița – wieś w Rumunii, w okręgu Ardżesz, w gminie Bălilești. W 2011 roku liczyła 377 mieszkańców.